# Cratere Shakashik
Shakashik è un cratere sulla superficie di Encelado.